# Station Wodzisław Śląski Turzyczka
Station Wodzisław Śląski Turzyczka is een spoorwegstation in de Poolse plaats Wodzisław Śląski.